# NGC 317
NGC 317 ist eine aktive Spiralgalaxie vom Hubble-Typ Sb im Sternbild Andromeda am Nordsternhimmel. Sie ist schätzungsweise 246 Millionen Lichtjahre von der Milchstraße entfernt und hat einen Durchmesser von etwa 90.000 Lichtjahren. Vom Sonnensystem aus entfernt sich das Objekt mit einer errechneten Radialgeschwindigkeit von näherungsweise 5.300 Kilometern pro Sekunde. Gemeinsam mit PGC 3442 bildet sie das isolierte Galaxienpaar NGC 317 oder KTG 2. 
Die Typ II-Supernova SN 1999gl und Typ Ic-Supernova SN 2014dj wurden hier beobachtet.
Im selben Himmelsareal befinden sich unter anderem die Galaxien PGC 3448, PGC 2222298, PGC 2224487, PGC 2225815.
Das Objekt wurde am 1. Oktober 1885 von Lewis A. Swift entdeckt.